# Trofeo ZSŠDI 2008
Il Trofeo ZSŠDI 2008, trentaduesima edizione della corsa e valida come evento dell'UCI Europe Tour 2008 categoria 1.2, si svolse il 2 marzo 2008 su un percorso di 138 km. Fu vinta dall'italiano Manuele Boaro che giunse al traguardo con il tempo di 3h25'00", alla media di 40,39 km/h.
Partenza con 174 ciclisti di cui 94 tagliarono il traguardo.

## Ordine d'arrivo (Top 10)
| Pos. | Corridore          | Squadra           | Tempo    |
| ---- | ------------------ | ----------------- | -------- |
| 1    | Manuele Boaro      | Zalf-Désirée-Fior | 3h25'00" |
| 2    | Matija Kvasina     | Perutnina Ptuj    | a 5"     |
| 3    | Gianluca Brambilla | Zalf-Désirée-Fior | s.t.     |
| 4    | Jarosław Dąbrowski | MG Kvis-Norda     | s.t.     |
| 5    | Péter Kusztor      | P-Nívó            | s.t.     |
| 6    | Robert Kišerlovski | Adria Mobil       | a 7"     |
| 7    | Cristiano Colombo  | Palazzago         | s.t.     |
| 8    | Daniel Oss         | Zalf-Désirée-Fior | s.t.     |
| 9    | Robert Vrečer      | Radenska          | s.t.     |
| 10   | Adrian Honkisz     | MG Kvis-Norda     | s.t.     |